# Рогозно (Стрыйский район)
Рогозно (укр. Рогізно) — село в Жидачовской городской общине Стрыйского района Львовской области Украины.
Население по переписи 2001 года составляло 703 человека. Занимает площадь 2,093 км². Почтовый индекс — 81743. Телефонный код — 3239.